# 86
86 ou 86 d.C. foi um ano comum da Era de Cristo, no século I que teve início e fim num domingo, de acordo com o Calendário Juliano. a sua letra dominical foi A. Segundo o horóscopo chinês, foi o ano do Cão.
| Ano completo                    |
| ------------------------------- |
| Ano comum com início ao domingo |

## Nascimentos
- 19 de Setembro - Antonino Pio, Imperador de Roma (m. 161).